# لا كاتدرال (سجن)
لا كاتدرال (بالإسبانية: La Catedral)‏، وهو سجن يطل على مدينة ميديلين، في كولومبيا. تم بناءه وفقا للمواصفات التي أصدرها بابلو إسكوبار زعيم كارتل ميديلين، بعد اتفاق عام 1991 مع الحكومة الكولومبية حيث أن إسكوبار سيسلم نفسه للسلطات ويخدم فترة أقصاها خمس سنوات كاملة، بشرط أن الحكومة الكولومبية لن تسلمه إلى الولايات المتحدة. وبالإضافة إلى المنشأة التي تم بناؤها حسب المواصفات التي يريدها إسكوبار، فقد أعطي إسكوبار أيضا الحق في اختيار الحراس، ويعتقد أنه اختار الحراس الموالين له فقط. وعلاوة على ذلك يعتقد أن تم تصميم السجن ليكون إسكوبار بعيدا عن أعداءه وحمايته من محاولات اغتياله.

## فائدة الموقع
يأتي الضباب بعد الساعة السادسة مساء ويعود عند الفجر، مما يجعل الهجوم الجوي صعب جدا. كما منعت تضاريس الموقع شديدة الانحدار الجيش أو الكارتلات المنافسة من مهاجمة الكاتدرائية بسهولة. بالإضافة إلى ذلك، كان لدى بابلو إسكوبار مخزن كبير مملوء بالأسلحة مما ضمن سلامته في السجن.